# California Solo
California Solo è un film del 2012 scritto e diretto da Marshall Lewy.

## Trama
Lachlan MacAldonich, un ex chitarrista inglese, vive in California lavorando in una fattoria, ma a causa di accuse per guida in stato di ebbrezza e per possesso di sostanze stupefancenti, rischia di essere espulso dagli Stati Uniti e di tornare nel Regno Unito. L'uomo è tormentato dal passato poiché crede di essere responsabile della morte del fratello Jed col quale aveva fondato una band, the Cracks. Dopo vari tentativi per evitare l'espulsione, durante i quali stringe amicizia con una ragazza di nome Beau e riallaccia i rapporti con la figlia Arianwen, è costretto a tornare in Europa.